# Idaecamenta jucunda
Idaecamenta jucunda är en skalbaggsart som beskrevs av Louis Albert Péringuey 1904. Idaecamenta jucunda ingår i släktet Idaecamenta och familjen Melolonthidae. Inga underarter finns listade i Catalogue of Life.